# Ређимонти (Ла Специја)
Ређимонти је насеље у Италији у округу Ла Специја, региону Лигурија.
Према процени из 2011. у насељу је живело 64 становника. Насеље се налази на надморској висини од 359 м.